# Odet de Foix

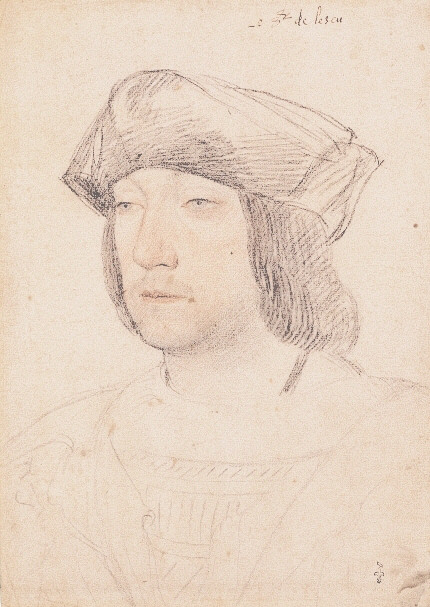
Odet de Foix, Zeichnung von Jean Clouet

Odet de Foix, Vicomte de Lautrec (* 1485; † 15. August 1528 vor Neapel), seit 1511 Marschall von Frankreich (Maréchal de Lautrec), kämpfte auf französischer Seite in den Italienischen Kriegen. Er galt als einer der mutigsten Soldaten seiner Zeit.

## Leben
Odet de Foix war seit 1498 Vizegraf von Lautrec, Graf von Beaufort (seit 1512) und Rethel (seit 1525). Ebenso war er Herr (Seigneur) von Orval, Chaource, Marais, Isles und Villemur in der Bailliage von Troyes. Daneben trug er den Titel eines Comte de Comminges zur Bekräftigung seines Anspruches, als Erbe seiner Mutter, auf die Grafschaft Comminges, welche 1498 von der Krone eingezogen wurde. Im Verlauf seines Lebens wurde er zudem eingesetzt in die Ämter eines Gouverneurs und Admirals von Guyenne, Generalleutnant der französischen Armeen in Italien und zum Chevalier de Saint Michel ernannt.
Odet de Foix war der älteste Sohn von Jean de Foix, Vicomte de Lautrec et Villemur, Gouverneur der Dauphiné, und Jeanne d’Aydie de Lescun, der Tochter von Odet d’Aydie.
König Ludwig XII. machte ihn am 1. März 1511 zum Marschall von Frankreich. Im gleichen Jahr geleitete er die Bischöfe zum Konzil von Pisa. 1512 wurde er nach der Schlacht bei Ravenna schwer verwundet und irrtümlich auf dem Kampfplatz zurückgelassen.
Ebenfalls 1512 wurde er Generalgouverneur von Guyenne, als der er dem König Johann III. von Navarra in den Schlachten zur Seite stand, mit denen dieser sein von Ferdinand II. von Aragón besetztes Königreich zurückeroberte.
1515 ging er mit König Franz I. nach Italien als Befehlshaber der Aufklärungseinheiten und warnte ihn vor dem Verrat der Schweizer in der Schlacht bei Marignano. Der König setzte ihn als Gouverneur des Herzogtums Mailand ein; er eroberte Brescia und Verona und hob 1521 die Belagerung von Parma auf. Im Folgejahr wurden seine Truppen in der Schlacht bei Bicocca geschlagen. Nach dem Verlust Mailands, wo seine Terrorherrschaft in Erinnerung blieb, zog er sich in eines seiner Häuser ins Guyenne zurück. Seine militärische Charge verlor er nicht, denn seine Schwester Françoise, Mätresse des Königs, wusste sich für ihn zu verwenden.
1523 zwang er durch seinen Widerstand Spanien dazu, die Belagerung von Bayonne aufzuheben. Bis 1526 war er – mit dem Namen Admiral von Guyenne – Gouverneur des Languedoc.
Odet de Foix war 1527 Generalleutnant der Liga von Cognac, die gegen Kaiser Karl V. in Italien gebildet wurde. Er eroberte Genua und Alessandria zurück und marschierte auf Pavia, das er im Sturmangriff nahm und zur Plünderung freigab. Am 1. Mai 1528 begann er die Belagerung von Neapel, wo er am folgenden 15. August an der Pest starb, die sich in seinem Feldlager ausgebreitet hatte.
Der Herzog von Sessa ließ ihm unter dem Namen le Grand Capitaine 28 Jahre nach seinem Tod ein Marmorgrabmal in der Kapelle des Gonzalez von Cordoba in der neapolitanischen Kirche Santa Maria la Nova in Neapel errichten.
Odet de Foix war mit Charlotte d’Albret verheiratet, der dritten Tochter von Jean d’Albret, Herrn von Orval, Gouverneur der Champagne und des Brie, und der Charlotte von Burgund, Gräfin von Rethel.
Nachkommen des Paares waren:
- Gaston de Foix, * 5. Februar 1521 in Montrond, † jung
- Henri de Foix, Graf von Beaufort, Rethel und Comte de Comminges, † 20. September 1540
- François de Foix, † jung
- Claude de Foix, † 1553 im Kindbett, Gräfin von Beaufort und Rethel
  - 1. ⚭ am 22. Oktober 1535 Guy XVII. Graf von Laval, † 25. Mai 1547 (Haus Montfort-Laval)
  - 2. ⚭ Charles de Luxembourg, vicomte de Martigues

Nach dem erbenlosen Tod seiner Tochter 1553 sollte das Erbe von Odet de Foix gemäß seinem Testament an François I. de Clèves, Graf von Nevers, fallen. Dieser war Odets Neffe, Sohn seiner Schwägerin Marie d’Albret.
Odets Schwester Françoise de Foix war eine Mätresse König Franz I. von Frankreich, der Bruder Thomas de Foix war ebenfalls ein Marschall von Frankreich. Ein weiterer Bruder, André de Foix, starb 1547 ohne Nachkommen. Dessen Tod bedeutete das Aussterben der Victomtes de Lautrec aus dem Haus der Grafen von Foix.